# 6174 (getal)
Het natuurlijke getal 6174 volgt op 6173, en wordt gevolgd door 6175.
6174 is een Harshadgetal, omdat het een veelvoud is van de som van zijn cijfers: {\displaystyle 6174=(6+1+7+4)*343}.
Het getal is bekend als de constante van Kaprekar, genoemd naar de Indiase wiskundige Shri Dattathreya Ramachandra Kaprekar. De eigenschap die dit getal bezit wordt aangegeven door de volgende stappen te doorlopen:
1. Neem een willekeurig decimaal geschreven getal van 4 cijfers.
2. Zet de cijfers in oplopende en in aflopende volgorde, zodat twee getallen van 4 cijfers worden verkregen.
3. Trek het kleinste van het grootste getal af.
4. Keer terug naar stap 2.

Bij deze procedure wordt in maximaal zeven stappen het getal 6174 verkregen, en daarna komen er geen nieuwe getallen meer bij. De procedure eindigt vanwege {\displaystyle 7641-1467=6174}.
Neem bijvoorbeeld het startgetal 5342.
5432 - 2345 = 3087
8730 - 0378 = 8352
8532 - 2358 = 6174
7641 - 1467 = 6174
Als na de aftrekking een getal van minder dan 4 cijfers ontstaat, moet(en) daar nul(len) voor gezet worden opdat er weer een getal van 4 cijfers ontstaat. Dus 999 wordt geschreven als 0999. Dan:
9990 - 0999 = 8991
9981 - 1899 = 8082
8820 - 0288 = 8532
8532 - 2358 = 6174
De enige getallen van 4 cijfers waarvoor deze procedure niet werkt, zijn die met vier gelijke cijfers zoals 3333 – deze geven na één iteratie de waarde 0.
Het equivalent voor getallen van 3 cijfers is 495: 954 – 459 = 495.

## Getallen met 5 of meer cijfers
Dit kan ook met getallen van 5 of meer cijfers. Neem bijvoorbeeld het getal 78534:
87543 - 34578 = 52965
96552 - 25569 = 70983
98730 - 03789 = 94941
99441 - 14499 = 84942
98442 - 24489 = 73953
97533 - 33579 = 63954
96543 - 34569 = 61974
97641 - 14679 = 82962
98622 - 22689 = 75933
Na de laatste regel blijven de cursieve regels herhaald worden. Dit is een Kaprekar-reeks: eenzelfde stuk berekening dat zich herhaalt. 
Er zijn nog twee Kaprekar-reeksen met 5 cijfers:
53955, 59994
63954, 61974, 82962, 75933
Ook deze reeksen blijven herhaald worden.